# Liophis vitti
Liophis vitti là một loài rắn trong họ Rắn nước. Loài này được Dixon mô tả khoa học đầu tiên năm 2000.